# Droga wojewódzka nr 835
Droga wojewódzka nr 835 (DW835) – najdłuższa w Polsce droga wojewódzka, biegnąca południkowo z Elizówki (węzeł Lublin Rudnik) do Grabownicy Starzeńskiej (16 km na północ od Sanoka w województwie podkarpackim). Jest jednym z głównych szlaków drogowych łączących województwa lubelskie i podkarpackie.
Liczy 225 km i zasadniczo jest drogą główną ruchu przyspieszonego (drogą klasy GP). Odbywa się nią ruch z Lublina m.in. do Biłgoraja, Przeworska, Jarosławia, Przemyśla i Sanoka. Wiedzie m.in. przez tereny Wyżyny Lubelskiej, Roztocza, Puszczy Solskiej i Pogórza Dynowskiego. Stanowi alternatywę dla drogi krajowej nr 19 i drogi ekspresowej S19 na odcinku Lublin–Rzeszów, a także istotny ciąg komunikacyjny wiodący z obszarów wschodniej Polski ku autostradzie A4 i w Bieszczady.

## DW835 a drogi krajowe
Ze względu na strategiczne znaczenie trasy, a także duże natężenie ruchu samochodowego, od dawna podejmowane są próby przekwalifikowania DW835 do kategorii dróg krajowych. M.in. w 2004 z taką inicjatywą wystąpiła poseł na Sejm RP Elżbieta Kruk, a w 2005 poseł Tadeusz Polański. Za przekwalifikowaniem drogi wielokrotnie opowiadały się też władze samorządowe Biłgoraja. Dotychczas wszystkie te inicjatywy kończyły się niepowodzeniem m.in. z powodu braku zainteresowania tematem po stronie GDDKiA.

## Charakterystyka trasy
Na części odcinków (m.in. Zagrody–Frampol) ma utwardzone pobocza. Prawie na całej swojej długości jest jednojezdniowa z jednym pasem ruchu w każdą stronę. Wyjątkiem są dwujezdniowe odcinki w Elizówce (trasa od obwodnicy Lublina) oraz w Lublinie (Aleja Spółdzielczości Pracy i Aleja Unii Lubelskiej).
Na strategicznym odcinku Lublin–Biłgoraj–Przeworsk jest w większej części drogą główną ruchu przyspieszonego (drogą klasy GP). Na mającym mniejsze znacznie odcinku Przeworsk–Grabownica Starzeńska reprezentuje niższe klasy (głównie klasę G).
Na terenie województwa lubelskiego wzdłuż prawie całego przebiegu DW835 poprowadzone są drogi serwisowe, ciągi pieszo-jezdne lub drogi rowerowe. Odcinek Lublin–Piotrków Pierwszy o długości 26 km jest najdalej oświetloną drogą wylotową z Lublina.
Na trasie DW835 znajdują się węzły drogowe łączące ją z autostradą A4 oraz drogami ekspresowymi S12, S17 i S19.

## Historia
Obecna DW835 odpowiada dawnemu szlakowi handlowemu, łączącemu Białystok i Lublin z Jarosławiem, przy którym w XVI wieku założono Biłgoraj.
5 kwietnia 1961 odcinek Sieniawa–Gorliczyna został zaliczony do dróg państwowych. Przed 2000 odcinek Przeworsk–Grabownica Starzeńska nosił oznaczenie drogi wojewódzkiej nr 879 (DW879).
W 2016 DW835 została przedłużona do węzła Lublin Rudnik na obwodnicy Lublina.

### Prace remontowe w latach 2010–2021
Wzrastający ruch drogowy przyczynił się do postępującej degradacji nawierzchni drogi. Aby powstrzymać ten proces, w 2010 podjęto kompleksowe prace remontowe, które są realizowane sukcesywnie i prowadzą do całkowitej przebudowy tej najdłuższej drogi wojewódzkiej w kraju.
W sierpniu 2010 rozpoczęto pierwsze prace na odcinku Biłgoraj–Frampol (ok. 14 km), przebudowę tej trasy ukończono w 2011. W 2014 przebudowano kolejny odcinek Frampol–Wysokie (ok. 29 km), a w czerwcu 2018 roku został oddany do użytku dalszy fragment Wysokie–Piotrków Pierwszy. W latach 2018–2019 kompleksowo przebudowano odcinek Piotrków Pierwszy–Lublin (ok. 16 km), dzięki czemu cała trasa z Lublina do Biłgoraja uzyskała status drogi ruchu przyspieszonego.
Na początku 2021 ruszyły prace przy kompleksowej przebudowie odcinka z Biłgoraja na południe do granicy województwa. Tym samym pod koniec 2022 zakończył się proces przebudowy całości drogi po stronie województwa lubelskiego.
Stopniowo remontowane są też fragmenty po stronie województwa podkarpackiego. W latach 2016–2018 wykonano remont odcinka Przeworsk–Sieniawa (ok. 13 km), niedługo później położono nową nawierzchnię na fragmencie drogi z Sieniawy na północ w stronę granicy województwa. W 2020 wykonano cząstkowy remont nawierzchni na terenie gminy Nozdrzec (ok. 2 km) i oddano do użytku nową obwodnicę w Dynowie. Trwa budowa zachodniej obwodnicy Przeworska, która również stanowić będzie całościowo ciąg wchodzący w skład DW835.

### Plany inwestycyjne
W sferze planów znajduje się budowa 13-kilometrowej zachodniej obwodnicy Biłgoraja (obecnie ruch prowadzony jest po przebiegającej przez miasto Alei Jana Pawła II). Planowane jest również wykonanie obwodnic Frampola i Tarnogrodu.
Rozważane jest także włączenie drogi do obwodnicy Lublina (DW835 jest jedyną drogą wylotową z miasta nie włączoną w przebieg obwodnicy). Miałoby to nastąpić po wybudowaniu brakującego, południowego odcinka tej obwodnicy, która to inwestycja budzi jednak protesty mieszkańców.

## Ważniejsze miejscowości leżące przy drodze wojewódzkiej nr 835
- Elizówka (S12, S17, S19, DK19)
- Lublin (S12, S17, S19, DW809, DW822, DW830)
- Piotrków Drugi (DW836)
- Piotrków Pierwszy (DW836)
- Piotrków-Kolonia
- Wysokie (DW842)
- Tarnawa Mała (DW848)
- Goraj
- Frampol (DK74)
- Biłgoraj (DW858)
- Majdan Nowy (DW853)
- Tarnogród (DW863)
- Adamówka
- Sieniawa (DW867, DW870)
- Tryńcza (DK77)
- Grzęska (A4)
- Przeworsk (DK94) – obwodnica
- Kańczuga (DW881)
- Jawornik Polski
- Szklary (DW877)
- Bachórz (DW884)
- Dynów – obwodnica
- Nozdrzec
- Dydnia
- Grabownica Starzeńska (DW886)